# Nabbøya
Nabbøya (norwegisch für Zapfeninsel) ist eine kleine, hoch aufragende und unvereiste Insel vor der Prinz-Harald-Küste des ostantarktischen Königin-Maud-Lands. Sie liegt 1,5 km westlich des Hamnenabben im östlichen Teil der Lützow-Holm-Bucht.
Norwegische Kartografen, die auch die Benennung in Anlehnung an ihre Form vornahmen, kartierten diese Insel anhand von Luftaufnahmen der Lars-Christensen-Expedition 1936/37.